# Lektvar lásky
Lektvar lásky (v anglickém originále Rick Potion #9) je šestý díl první řady animovaného seriálu Rick a Morty. Premiéru měl na stanici Adult Swim 27. ledna 2014, jeho autorem je Justin Roiland a režisérem Stephen Sandoval. V epizodě se pokazí lektvar lásky, čímž vznikne virus, který začne infikovat celou světovou populaci a způsobí, že se všichni zamilují do Mortyho. Epizoda se setkala s příznivým hodnocením kritiků, kteří ji chválili za příběh, dílčí zápletku a závěr. Při prvním vysílání ji vidělo 1,7 milionu diváků. 
Název dílu odkazuje na píseň „Love Potion No. 9“ od skupiny Clovers z roku 1959.

## Děj
Morty je dlouhodobě zamilovaný do Jessicy, dospívající dívky z jeho školy. V noci, kdy se ve škole koná ples chřipkové sezóny, ho jeho touha vede k tomu, že požádá Ricka o sérum lásky. Rick mu vyhoví a dá mu sérum získané z hormonů hrabošů. Poté, co Morty dá Jessice (která, aniž by to věděl, má chřipku) sérum, přichytí se na chřipkový virus a přenese se vzduchem. Během několika málo minut se rozšíří po celé planetě a způsobí, že se do Mortyho zamiluje každý člověk. Pouze Mortyho příbuzní, včetně Ricka, nejsou zasaženi. Ve snaze neutralizovat DNA použitou v původním séru vyrobí Rick protilátku z DNA kudlanek, ale sérum selže a místo toho způsobí, že světová populace zmutuje v obludné kudlanky-lidi, z nichž všichni chtějí Mortyho po splynutí s ním sníst.
Zatímco se tyto události odehrávají, Jerry, který se cítí nejistý ve vztahu s Beth, ji sleduje do práce poté, co je povolána na pozdní směnu. Cestou Jerry zjistí, že cesta je zablokovaná chaosem, který vytvořili kudlankovití; když se z něj pokusí vymámit Mortyho polohu, unikne a zabije je brokovnicí. Po příjezdu do koňské nemocnice, v níž Beth pracuje, najde Beth zahnanou do kouta svým běsnícím nakaženým spolupracovníkem. Poté, co ho Jerry zabije páčidlem, se oba usmíří.
Rick se před nakaženým obyvatelstvem ukryje v poušti a vyrobí třetí sérum, aby zrušil všechna předchozí. Protože však sérum bylo sloučeno z různých zdrojů DNA, jen dále mutuje světovou populaci do sotva humanoidních monster. Morty rozzlobeně obviňuje Ricka, že způsobil katastrofu, ačkoli Rick poukazuje na to, že situace nastala, protože Morty chtěl Jessicu. Rick nazve obludy „Cronenbergy“ (odkaz na slavného režiséra hororů Davida Cronenberga) a rozhodne, že situaci už nelze napravit. Místo aby se pokusil svět napravit, prohledá multiverza a najde jiný vesmír téměř totožný s jejich vlastním, v němž se alternativním verzím jeho a Mortyho podařilo najít řešení a odvrátit pandemii mutace, ale brzy poté zahynuli. Rick a Morty vstoupí do nové reality (dimenze C-131), pohřbí svá alternativní já na dvorku a tiše zaujmou jejich místo. Epizoda končí scénou, kdy je Morty viditelně traumatizován prožitými událostmi a hrůznou smrtí svého protějšku, za doprovodu písně Look on Down from the Bridge od Mazzy Star.
V pottitulkové scéně jsou Jerry, Beth a Summer jedinými nezmutovanými lidmi, kteří zůstali ve zničeném světě zamořeném Cronenbergy. Když Summer přehrává scény z filmu Čelisti, Jerry a Beth přiznávají, že jsou šťastnější, když Rick i Morty zmizeli. Mezitím se objeví Cronenbergovy verze Ricka a Mortyho z dimenze, kde Cronenbergův Rick omylem proměnil celý svět v normální lidi.

## Přijetí
Zack Handlen z The A.V. Clubu udělil epizodě známku B+, přičemž obzvláště silnou chválu si vyhradil pro to, co považoval za „dekonstrukci děsivosti tropu s lektvarem lásky“. Joe Matar z webu Den of Geek si díl oblíbil s tím, že sice nebyl tak vtipný jako předchozí epizoda, ale měl úžasně temný konec, a že se mu líbila Jerryho podzápletka s akčním hrdinou. Davidu Roaovi z Dead Screen se závěr líbil a řekl, že „byl sice velmi Deus ex machina, ale přesto uspokojivý“. Přirovnal to k tomu, jak se lidé chovají k planetě a po zničení místa, kde žijí, se prostě přestěhují na nové místo. Autor článku na webu Junkie Monkeys uvedl, že epizoda byla do té doby jeho druhou nejoblíbenější, hned po Anatomickém parku. Noel Davila z webu Geeks Under Grace ohodnotil díl známkou 8,6 z 9,0 a řekl, že je „jedním z nejlepších a pravděpodobně nejpůsobivějších dílů pro celou seriálovou mytologii“. Ocenil dynamiku vztahů v dílu a uvedl, že skvěle kombinuje vysoce koncepční vědeckou teorii s jejich extrémně černým humorem.